# Apollo 12
Apollo 12 fu la sesta missione con equipaggio nell'ambito del programma Apollo della NASA e la seconda ad atterrare sulla Luna, dopo l'Apollo 11. Decollò dal John F. Kennedy Space Center il 14 novembre 1969 alle 16:22 UTC. Durante la missione, il comandante Charles "Pete" Conrad e il pilota del modulo lunare Alan Bean rimasero poco più di un giorno e sette ore sulla superficie lunare mentre il pilota del modulo di comando Richard Gordon, si trovava in orbita selenocentrica a bordo del modulo di comando e servizio.
Se la precedente missione, l'Apollo 11, avesse fallito il tentativo di allunaggio, all'Apollo 12 sarebbe toccato il compito di riprovarci per rispettare l'obiettivo espresso dal presidente Kennedy di far arrivare l'uomo sulla Luna entro gli anni 1960; tuttavia il successo riportato dalla missione comandata da Neil Armstrong permise di posticipare il lancio di Conrad e il suo equipaggio di due mesi e di applicare all'intero programma Apollo un calendario meno frenetico. Il maggior tempo a disposizione fu in parte impiegato per fornire agli astronauti maggiori competenze geologiche rispetto ai loro predecessori: Conrad e Bean ebbero così modo di compiere diverse escursioni geologiche in preparazione della loro missione. Sia la navicella spaziale Apollo, sia il vettore Saturn V impiegati nella missione erano quasi identici a quelli utilizzati dall'Apollo 11. Fu aggiunta una sorta di amaca nel modulo lunare per consentire a Conrad e Bean di riposare più comodamente durante la loro permanenza sulla Luna.
L'Apollo 12 fu lanciato in una giornata piovosa e venne colpito due volte da un fulmine durante la fase ascensionale, che causò un'interruzione nell'alimentazione elettrica principale della capsula. Il passaggio all'alimentazione ausiliaria permise di proseguire il volo, ma il centro di controllo valutò seriamente se procedere ad un aborto di emergenza. Giunta in orbita senza danni seri, la missione proseguì senza ulteriori problemi di rilievo. Il 19 novembre, Conrad e Bean allunarono con precisione a pochi passi dalla sonda robotica Surveyor 3, atterrata in quel punto il 20 aprile 1967, dimostrando la padronanza acquisita della NASA nella manovra. Sulla superficie, Conrad e Bean installarono l'Apollo Lunar Surface Experiments Package (ALSEP), un gruppo di strumenti scientifici ad alimentazione nucleare, e una telecamera a colori, la cui funzionalità tuttavia venne meno quando Bean la puntò accidentalmente verso il Sole, danneggiando così irrimediabilmente il suo sensore. Durante la loro seconda attività extraveicolare, raggiunsero il Surveyor 3 e ne rimossero alcune parti che riportarono sulla Terra.
Terminato il periodo di permanenza previsto sulla superficie, il 20 novembre decollarono a bordo del modulo lunare Intrepid e si ricongiunsero con Gordon a bordo del modulo di comando, che utilizzarono successivamente per fare ritorno sulla Terra. La missione Apollo 12 si concluse con successo il 24 novembre con un ammaraggio nell'oceano Pacifico.

## Contesto
Nel 1961, il presidente degli Stati Uniti John Kennedy annunciò che la sua nazione avrebbe mandato degli astronauti sulla Luna entro la fine del decennio, facendoli ritornare sulla Terra in sicurezza. La NASA lavorò intensamente per raggiungere questo obiettivo attraverso diverse tappe, prima con i voli dei programmi preliminari Mercury e Gemini e poi con il programma Apollo. Il fine ultimo era dimostrare la superiorità degli Stati Uniti sull'Unione Sovietica nella cosiddetta "corsa allo spazio", una questione politica nel contesto più ampio della guerra fredda.
L'obiettivo venne raggiunto con la missione Apollo 11, allunata il 20 luglio 1969; gli astronauti Neil Armstrong e Buzz Aldrin raggiunsero ed esplorarono la superficie lunare mentre il collega Michael Collins rimase in orbita attorno alla Luna nel modulo di comando e servizio Columbia. La missione fece ritorno sulla Terra il 24 luglio successivo. Toccò dunque all'equipaggio dell'Apollo 12 replicare il successo.

## Equipaggio
| Ruolo          | Astronauta     | Astronauta     |
| -------------- | -------------- | -------------- |
| Comandante     | Charles Conrad | Charles Conrad |
| Pilota del CSM | Richard Gordon | Richard Gordon |
| Pilota del LM  | Alan Bean      | Alan Bean      |

Come comandante della missione Apollo 12 venne nominato Charles "Pete" Conrad, all'epoca trentanovenne. Conrad aveva conseguito una laurea in ingegneria aeronautica presso l'Università di Princeton nel 1953 e successivamente aveva servito come aviatore per la marina statunitense. Dopo essersi diplomato come pilota collaudatore alla United States Naval Test Pilot School presso la base aeronavale di Patuxent River, venne selezionato nel 1962 dalla NASA nel secondo gruppo di astronauti. Il suo primo volo nello spazio fu durante la missione Gemini 5 nel 1965 a cui seguì il comando della Gemini 11 l'anno successivo.
Il ruolo di pilota del modulo di comando venne assegnato a Richard Gordon, che al momento della missione aveva 40 anni. Gordon, anch'egli pilota della marina dal 1953, aveva conseguito una laurea in chimica presso l'Università di Washington e completato la scuola per piloti collaudatori presso la base di Patuxent River. Selezionato come parte del gruppo 3 di astronauti nel 1963, aveva volato con Conrad nella missione Gemini 11.
Quando venne formato l'equipaggio di Apollo 12, Conrad avrebbe voluto al suo fianco Alan Bean, un suo ex studente alla scuola di piloti collaudatori. Tuttavia, il direttore delle operazioni degli equipaggi di volo Deke Slayton, gli comunicò che Bean non era disponibile per via di un incarico nell'Apollo Applications Program e che quindi il ruolo di pilota del modulo lunare sarebbe stato affidato a Clifton Williams. Quando quest'ultimo rimase ucciso nell'ottobre del 1967 nello schianto del suo Northrop T-38 Talon nei pressi di Tallahassee, Conrad richiese nuovamente che gli venisse assegnato Bean, e questa volta Slayton acconsentì. Alan Bean, che aveva 37 anni, si era laureato in ingegneria aeronautica all'Università del Texas nel 1955. Anche lui pilota della marina, era stato selezionato come astronauta insieme a Gordon nel 1963; la missione Apollo 12 fu la sua prima esperienza nello spazio.
I tre astronauti avevano precedentemente ricoperto il ruolo di equipaggio di riserva per la missione Apollo 9 nel 1969.

### Equipaggio di riserva e di supporto
| Ruolo          | Astronauta    | Astronauta    |
| -------------- | ------------- | ------------- |
| Comandante     | David Scott   | David Scott   |
| Pilota del CSM | Alfred Worden | Alfred Worden |
| Pilota del LM  | James Irwin   | James Irwin   |

L'equipaggio di riserva dell'Apollo 12 era formato da David Scott come comandante, Alfred Worden come pilota del modulo di comando e James Irwin come pilota del modulo lunare. Successivamente, tutti e tre furono assegnati all'equipaggio principale della missione Apollo 15.
Durante i programmi Mercury e Gemini, venivano nominati un equipaggio principale e uno di riserva per ogni missione. Con il programma Apollo, su suggerimento del comandante dell'Apollo 9, James McDivitt, fu introdotta una terza squadra di astronauti, denominata equipaggio di supporto. Questa squadra era incaricata di redigere il piano di volo, le liste di controllo e le procedure operative della missione. Inoltre, aveva la responsabilità di tenere informati gli equipaggi principale e di riserva riguardo a eventuali modifiche. L'equipaggio di supporto era anche responsabile dello sviluppo delle procedure nei simulatori, in particolare quelle relative alle emergenze, in modo che gli altri due equipaggi potessero addestrarsi efficacemente e acquisire padronanza nei simulatori. Per l'Apollo 11, l'equipaggio di supporto era composto da Gerald Carr, Edward Gibson e Paul Joseph Weitz.

### Centro di controllo missione
Per quanto riguarda il personale del centro di controllo, durante la missione i direttori di volo furono Gerry Griffin per il primo turno, Pete Frank per il secondo, Clifford Charlesworth per il terzo e Milton Windler per il quarto. Durante le missioni del programma Apollo, i compiti dei direttori di volo potevano essere riassunti in una frase: «Il direttore di volo può intraprendere qualsiasi azione necessaria per la sicurezza dell'equipaggio e il successo della missione». I capsule communicator (CAPCOM), ovvero gli astronauti a terra incaricati di mantenere il contatto radio con l'equipaggio, furono Scott, Worden, Irwin, Carr, Gibson, Weitz e Don Lind.

## Codici di chiamata e emblema
Come da tradizione della NASA, anche per l'Apollo 12, oltre alle denominazioni ufficiali, gli astronauti poterono scegliere dei codici identificativi per le varie componenti del veicolo spaziale. Nel caso dell'Apollo 12, fu indetto un concorso tra i dipendenti dei principali appaltatori della NASA, cui parteciparono in migliaia. Il modulo di comando e servizio fu nominato Yankee Clipper, come suggerito da George Glacken, ingegnere della North American Aviation, con riferimento ai clipper - una classe di velieri utilizzati sul finire del XIX secolo che «solcavano maestosamente i mari aperti con orgoglio e prestigio per una nuova America». Il modulo lunare fu designato Intrepid, come proposto da Robert Lambert, progettista di Grumman, in quanto evocativo della «determinazione risoluta di questa nazione [gli Stati Uniti] in una continuativa esplorazione dello spazio» e «della forza d'animo e della resistenza alle difficoltà degli astronauti statunitensi».
Nell'emblema della missione è raffigurato un veliero (un clipper, più specificamente) dalla chiglia dorata, che giunge sulla Luna lasciando dietro di sé una scia di fuoco, con la bandiera statunitense che sventola sull'albero di maestra. Ciò vuol anche evidenziare inoltre che i tre astronauti erano membri della Marina degli Stati Uniti, col grado di comandante. Il nome della missione, "APOLLO XII", e i cognomi dei membri dell'equipaggio sono inseriti in una cornice dorata con un sottile bordo blu, che richiama i colori della Marina statunitense. Quattro stelle compaiono nell'emblema: una per ciascun membro dell'equipaggio e una in onore di Clifton Williams, originariamente assegnato come pilota del Modulo Lunare, ma deceduto in un incidente aereo nel 1967. La quarta stella fu aggiunta su suggerimento del suo sostituto, Bean.
L'emblema fu ideato dall'equipaggio con l'assistenza di alcuni dipendenti dei fornitori della NASA. L'area di allunaggio dell'Apollo 12 è presente nella porzione della superficie lunare visibile nell'emblema, il cui disegno fu basato sulla fotografia di un globo lunare scattata dagli ingegneri. Il disegno della nave, invece, fu basato su fotografie raccolte da Bean.

## Preparazione

### Scelta del sito di allunaggio

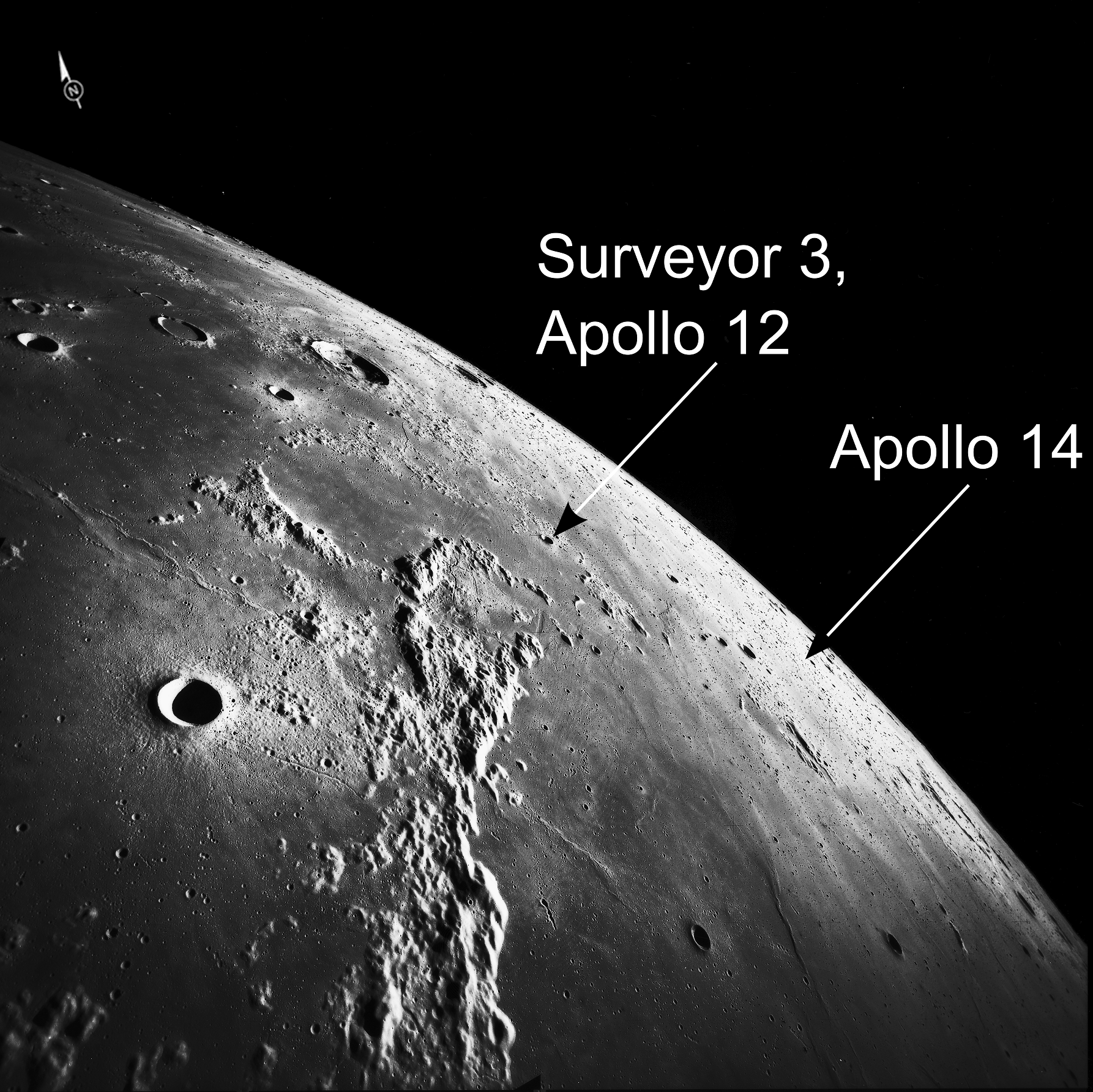
Luogo di allunaggio di Apollo 12 e della successiva missione Apollo 14

Nella selezione del sito di allunaggio per l'Apollo 12 furono inizialmente adotatti gli stessi requisiti stabiliti per l'Apollo 11, poiché, se questa avesse fallito il tentativo di allunaggio, l'altra avrebbe dovuto mettere in pratica il secondo  tentativo. Per questo motivo, entrambi gli equipaggi si addestrarono per gli stessi siti, selezionati affinché la sicurezza della manovra di atterraggio risultasse prevalente rispetto all'interesse scientifico. Tra le stringenti richieste vi erano che il sito di allunaggio fosse collocato in prossimità dell'equatore lunare e lontano dal bordo della faccia visibile della Luna dalla Terra; che il suolo fosse relativamente liscio e che fosse privo di ostacoli significativi il percorso che il modulo lunare (LM) avrebbe sorvolato per raggiungerlo; inoltre, le fotografie ottenute con le sonde Lunar Orbiter avrebbero dovuto confermarne l'idoneità. Era inoltre auspicabile la presenza di un sito alternativo più a ovest, nel caso in cui si fossero accumulati ritardi al lancio della missione e il Sole avesse raggiunto un'elevazione eccessiva rispetto alle condizioni di illuminazione desiderate per la missione.
Dopo il successo dell'Apollo 11, inizialmente si pensò di far allunare l'Apollo 12 sempre nel Mare della Tranquillità, ma più a ovest rispetto a dove si erano posati Armstrong e Aldrin, più precisamente nel Sinus Medii. Tuttavia, il coordinatore della pianificazione della NASA, Jack Sevier, insieme agli ingegneri del Manned Spaceflight Center di Houston, propose un atterraggio vicino al cratere in cui la sonda Surveyor 3 era allunata nel 1967, in modo che gli astronauti potessero recuperare alcune sue parti per riportarle sulla Terra. Dato che l'Apollo 11 era atterrato diversi chilometri lontano dal punto previsto, alcuni dirigenti della NASA temevano che anche l'Apollo 12 potesse atterrare troppo distante per permettere agli astronauti di raggiungere la sonda, mettendo in imbarazzo l'agenzia. Tuttavia, la capacità di eseguire allunaggi con precisione era essenziale per il proseguimento del programma di esplorazione lunare, cosicché il 25 luglio 1969 il responsabile del programma Samuel Phillips designò il "cratere Surveyor" come sito di atterraggio prescelto, nonostante l'opposizione unanime dei membri di due commissioni di selezione del sito.

### Addestramento

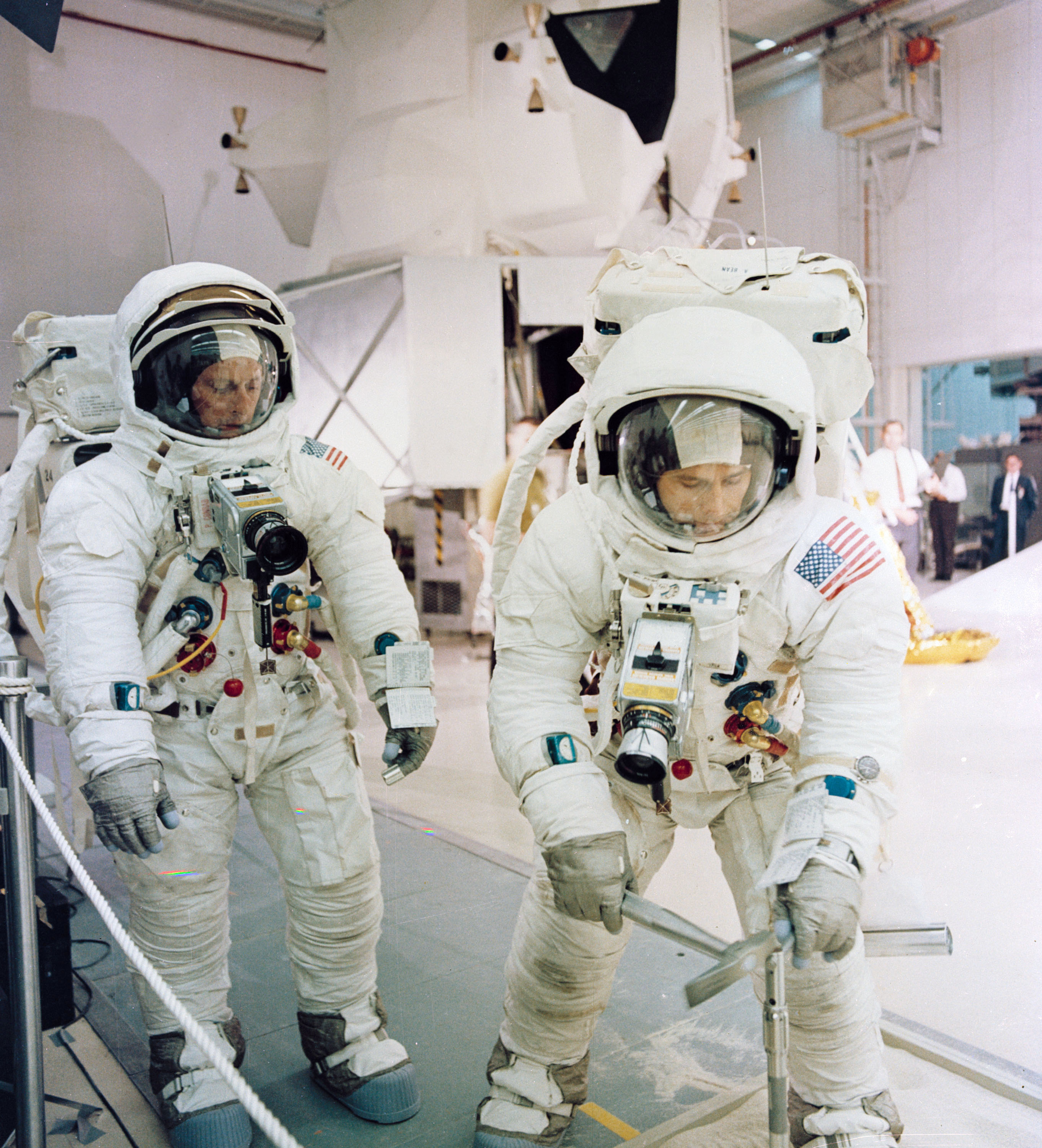
Conrad e Bean simulano le attività lunari prima della missione

Gli astronauti dell'Apollo 12 dedicarono cinque ore di addestramento specifico per ogni ora che prevedevano di trascorrere in volo durante la missione, accumulando un totale di oltre 1000 ore ciascuno. Conrad e Bean ricevettero un addestramento più specializzato rispetto a Neil Armstrong e Buzz Aldrin dell'Apollo 11, che si aggiunse alle 1500 ore già completate come membri dell'equipaggio di riserva dell'Apollo 9. L'addestramento per l'Apollo 12 includeva oltre 400 ore ciascuno nei simulatori del Modulo di Comando (CM) e del Modulo Lunare (LM), con alcune simulazioni condotte in tempo reale insieme ai controllori di volo del centro di controllo missione di Houston. Per prepararsi all'allunaggio, Conrad pilotò il Lunar Landing Training Vehicle (LLTV), un mezzo che continuò ad essere utilizzato nonostante l'incidente che costrinse Armstrong a eiettarsi da un veicolo simile prima che si schiantasse.
Subito dopo essere stato nominato comandante dell'Apollo 12, Conrad incontrò i geologi della NASA, informandoli che l'addestramento per le attività sulla superficie lunare sarebbe stato simile a quello dell'Apollo 11, ma senza il coinvolgimento dei media. Conrad era rimasto irritato dall'attenzione della stampa durante la missione Gemini e sottolineò, inoltre, come l'unica escursione geologica di addestramento dell'Apollo 11 era stata resa difficoltosa a causa dell'elevato numero di giornalisti presenti e del rumore del loro elicottero che stazionava sopra gli astronauti, ostacolando le comunicazioni. Dopo il successo dell'Apollo 11 nel luglio 1969, si decise di dedicare più tempo alla formazione nella geologia, cosa che non trovò il plauso degli astronauti, che preferivano invece concentrarsi nell'addestramento nei simulatori. Durante sei escursioni geologiche, gli astronauti dell'Apollo 12 simularono le attività che avrebbero condotto  sulla Luna, raccogliendo campioni e documentandoli fotograficamente; inoltre, si confrontavano con dei ricercatori situati in una tenda vicina, ma che non avevano una vista diretta sul campo di addestramento. In seguito, gli astronauti ricevevano osservazioni critiche a riguardo della scelta dei campioni raccolti e delle fotografie scattate. Tuttavia, le procedure di documentazione fotografica vennero più volte modificate dai geologi, e gli astronauti ne furono infastiditi.Dopo la quarta o quinta variazione, Conrad chiese che non ci fossero ulteriori modifiche. Dopo il ritorno dell'Apollo 11, l'equipaggio dell'Apollo 12 esaminò i campioni lunari e ricevette informazioni dagli scienziati.

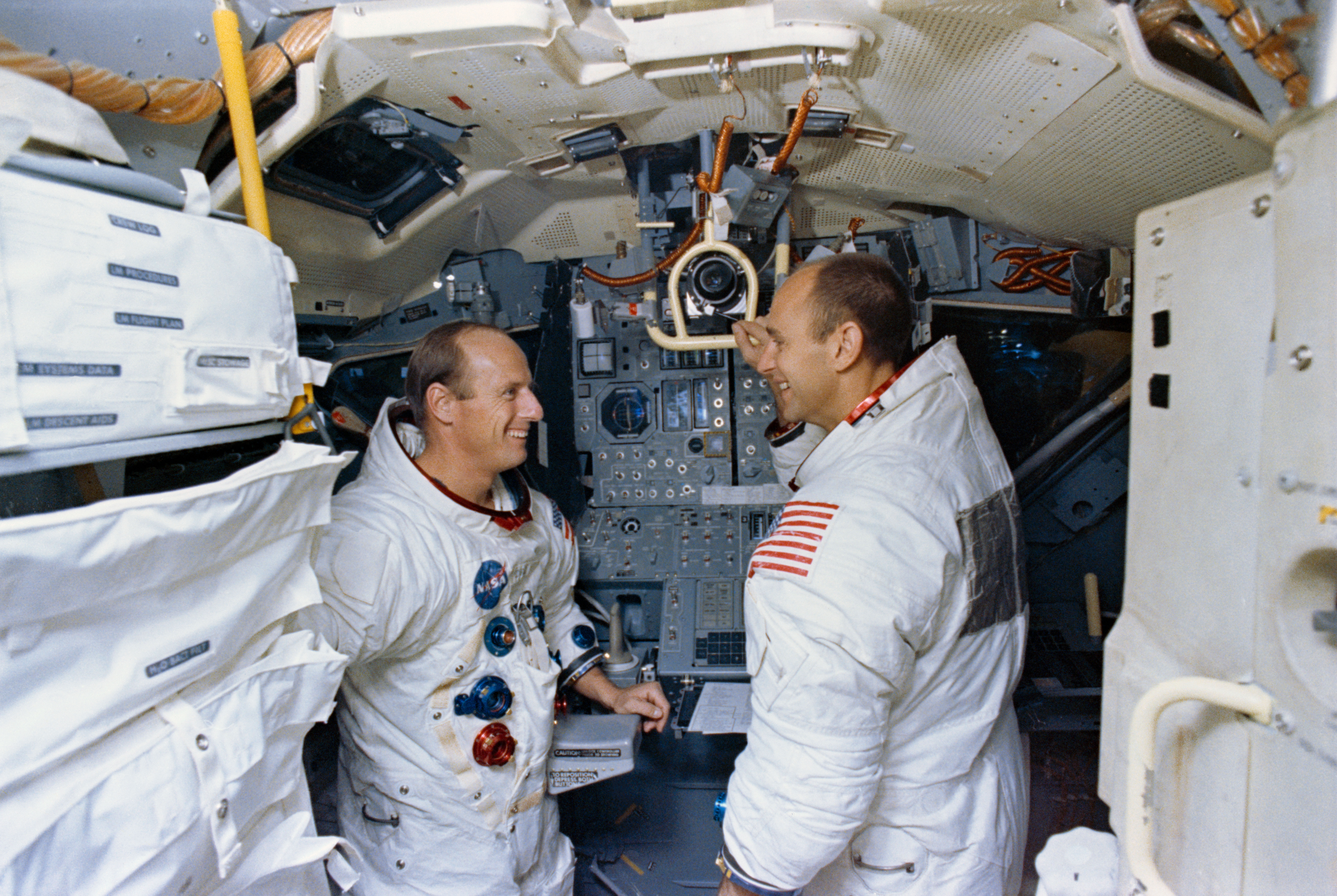
Conrad e Bean nel simulatore del LM

Poiché l'Apollo 11 era destinato a una zona di atterraggio relativamente vasta e di forma ellittica, e non ad un sito specifico, non erano stati pianificati con precisione i percorsi che gli astronauti avrebbero dovuto compiere nelle escursioni sulla superficie; sarebbero stati loro, una volta usciti dal modulo, a scegliere dove dirigersi. Per l'Apollo 12, invece, in un incontro tra l'equipaggio e i membri del team di geologia della NASA, Conrad suggerì di tracciare potenziali percorsi per lui e Bean che avessero interesse scientifico. Alla fine, furono stabiliti quattro percorsi, basati su altrettanti possibili siti di atterraggio del modulo lunare. Questo segnò l'inizio di una pianificazione dettagliata delle escursioni sulla superficie lunare, che avrebbe significativamente impegnato diversi gruppi di lavoro nelle missioni successive .
I componenti del modulo lunare, designato LM-6, furono consegnati al Kennedy Space Center (KSC) il 24 marzo 1969 e assemblati il 28 aprile. Il modulo di comando CM-108 e il modulo di servizio SM-108 furono consegnati al KSC il 28 marzo e assemblati il 21 aprile. Dopo l'installazione dell'attrezzatura e i test programmati, il veicolo di lancio, con la navicella spaziale sopra di esso, fu trasportato alla piattaforma di lancio 39A l'8 settembre 1969. Il programma fu completato il 1º novembre 1969, con le attività successive riguardanti solo aggiornamenti di routine. L'equipaggio ritenne che l'addestramento ricevuto fosse, per la maggior parte, adeguato per la preparazione della missione.

## Mezzi e strumentazioni

### Veicolo di lancio

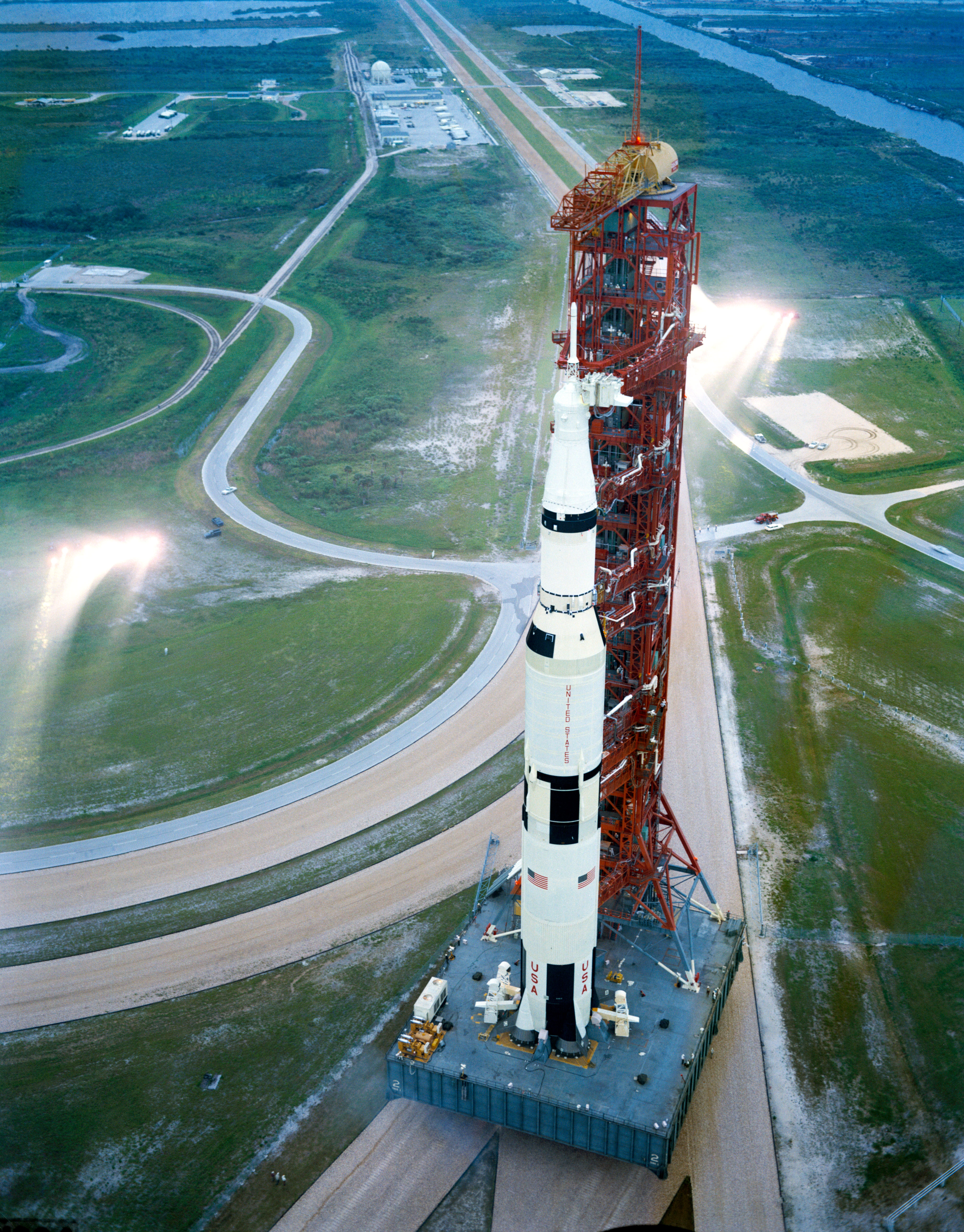
Il Saturno V viene portato verso la rampa di lancio, settembre 1969

Per la missione Apollo 12 non vi furono modifiche significative al veicolo di lancio Saturno V, modello SA-507, rispetto a quello utilizzato nella precedente missione Apollo 11, ad eccezione dell'aggiunta di 17 sensori, che ne portò il totale a 1 365. Al momento del lancio, l'intero veicolo, inclusa la navicella spaziale, pesava 2 942 790 kg, un peso leggermente superiore rispetto ai 2 938 315 kg dell'Apollo 11. La sola navicella dell'Apollo 12 pesava 49 915 kg, rispetto ai 49 735 kg della missione precedente.
Dopo la separazione del modulo lunare, il terzo stadio del Saturn V, l'S-IVB, avrebbe dovuto essere inserito in orbita solare con l'aiuto della gravità lunare. Tuttavia, a causa di un errore, l'S-IVB sorvolò la Luna a un'altitudine troppo elevata per raggiungere la velocità di fuga dalla Terra e rimase quindi in un'orbita terrestre semi-stabile fino al 1971, quando riuscì finalmente a uscirne. Tornò poi nell'orbita terrestre 31 anni dopo, evento scoperto dall'astronomo dilettante Bill Yeung, che gli attribuì la designazione provvisoria J002E3 prima che fosse riconosciuto come un oggetto artificiale. Dopo essere tornato in orbita solare nel 2021, è possibile che venga nuovamente catturato dalla gravità terrestre, ma non prima del 2040. Gli S-IVB utilizzati nelle missioni lunari successive vennero deliberatamente fatti schiantare sulla Luna per generare eventi sismici, che furono registrati dai sismometri lasciati sul suolo lunare per fornire dati sulla struttura interna della Luna.

### Navetta spaziale

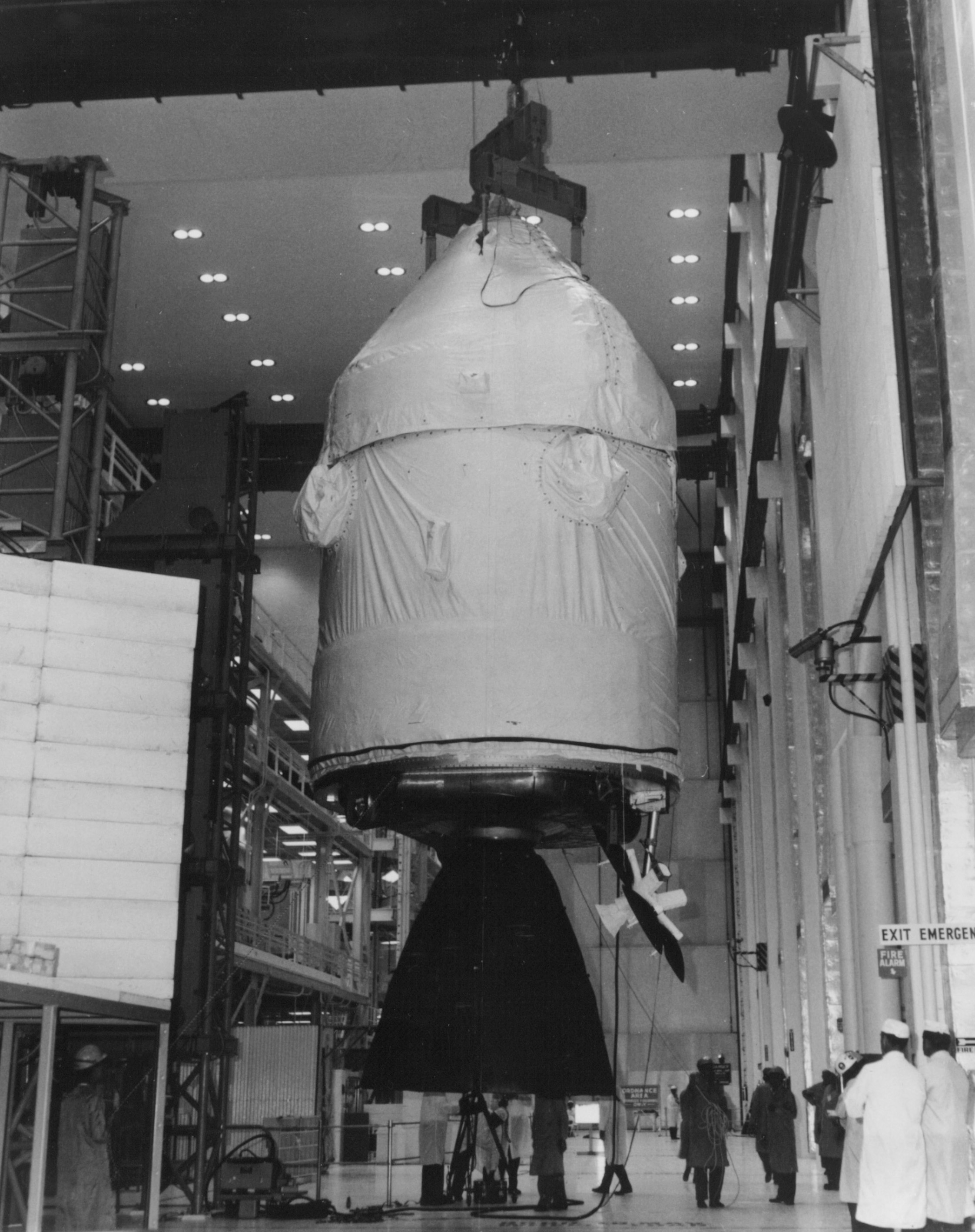
Il modulo di comando e di servizio di Apollo 12 durante un test, 30 giugno 1969

La navicella spaziale impiegata per la missione Apollo 12 era composta dal modulo di comando e di servizio 108 (CSM-108), dal modulo lunare 6 (LM-6), da un sistema di fuga dal lancio (LES) e dall'adattatore per il modulo lunare 15 (SLA-15). Il LES era equipaggiato con tre motori a razzo, progettati per mettere in salvo il modulo di comando con l'equipaggio in caso di emergenza subito dopo il lancio. L'adattatore SLA ospitava il modulo lunare, fungendo anche da collegamento strutturale tra il razzo Saturn V e il modulo. Lo SLA era identico a quello usato nell'Apollo 11, mentre il LES presentava un sistema di accensione dei motori più affidabile.
Le differenze tra i CSM e LM dell'Apollo 11 e quelli dell'Apollo 12 erano minime. Al CSM fu aggiunto un separatore di idrogeno per evitare l'ingresso del gas nel serbatoio dell'acqua potabile, problema che aveva causato fastidi all'equipaggio della missione precedente. Altre modifiche comprendevano il rinforzo dell'anello di recupero dopo l'ammaraggio, evitando così la necessità di collegare un anello ausiliario. Nel LM furono apportate modifiche strutturali per trasportare i pacchetti di esperimenti scientifici destinati alla superficie lunare. Due amache furono aggiunte per migliorare il comfort degli astronauti durante il riposo sulla superficie lunare e una telecamera a colori sostituì quella in bianco e nero usata sull'Apollo 11.

### ALSEP

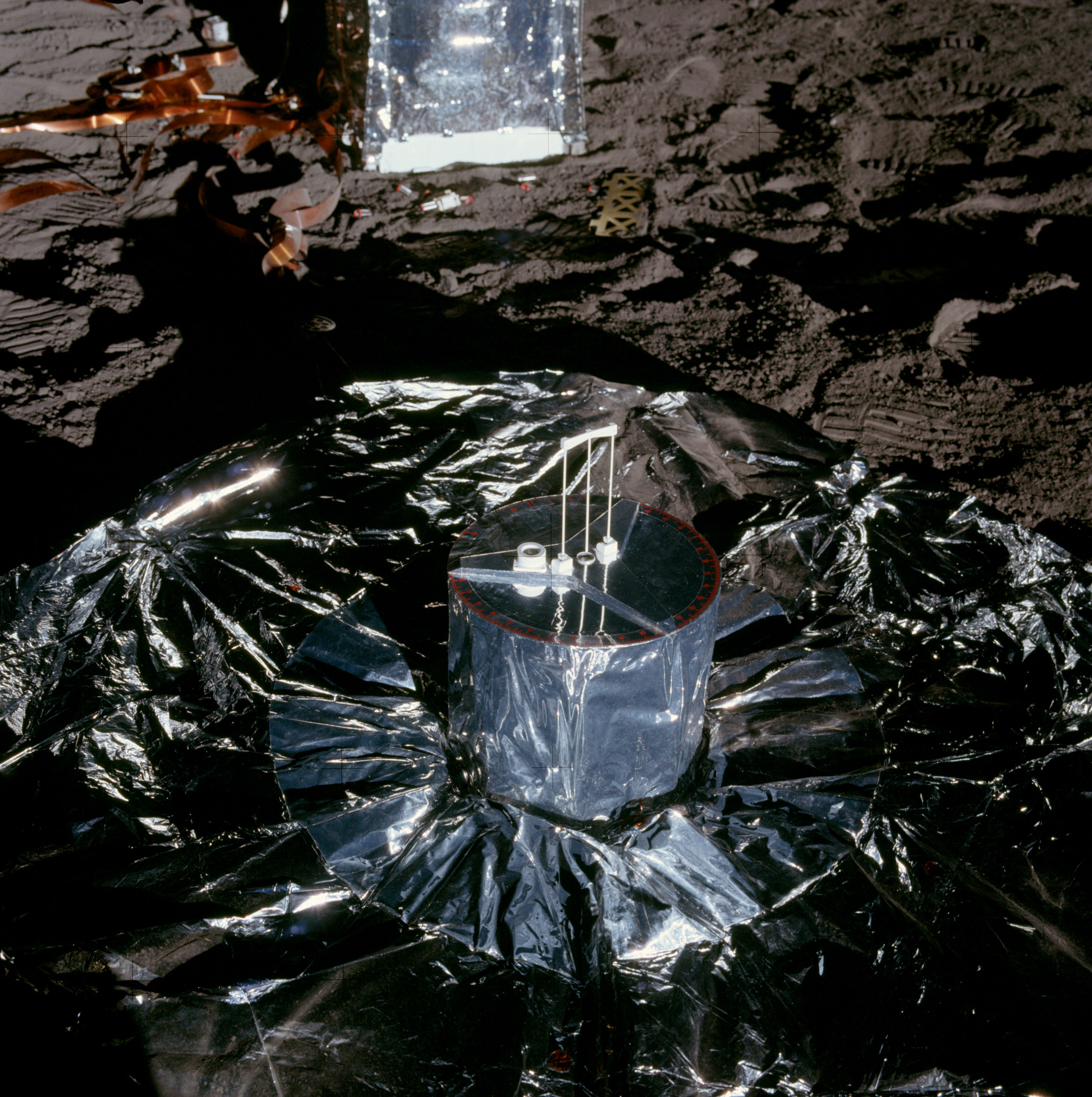
Il Passive Seismic Experiment dell'Apollo 12

L'ALSEP, acronimo di Apollo Lunar Surface Experiments Package, era un insieme di strumenti scientifici progettati per essere posizionati sulla superficie lunare dagli astronauti delle missioni Apollo, funzionando poi autonomamente e inviando dati a Terra. Lo sviluppo dell'ALSEP, che richiedeva l'intervento umano per il dispiegamento, faceva parte della risposta della NASA alle critiche di alcuni scienziati i quali sostenevano che un sistema robotico avrebbe potuto esplorare la Luna in modo più economico ed efficiente. Nel 1966, la Bendix Corporation ricevette il contratto per la progettazione e costruzione degli ALSEP.
A causa del tempo limitato che l'equipaggio dell'Apollo 11 avrebbe trascorso sulla superficie lunare, per quella missione fu prevista una versione ridotta di esperimenti, nota come Early Apollo Surface Experiment Package (EASEP). L'Apollo 12 fu la prima missione a trasportare un ALSEP completo e da quel momento in poi ogni missione di allunaggio ne avrebbe incluso uno, variando i componenti a seconda degli obiettivi scientifici. L'ALSEP dell'Apollo 12 era progettato per essere installato ad almeno 91 metri di distanza dal modulo lunare, per proteggere gli strumenti dai detriti sollevati al momento dell'accensione dello stadio di salita del LM, quando gli astronauti sarebbero ripartiti verso l'orbita lunare.

## Fasi principali della missione

### Lancio

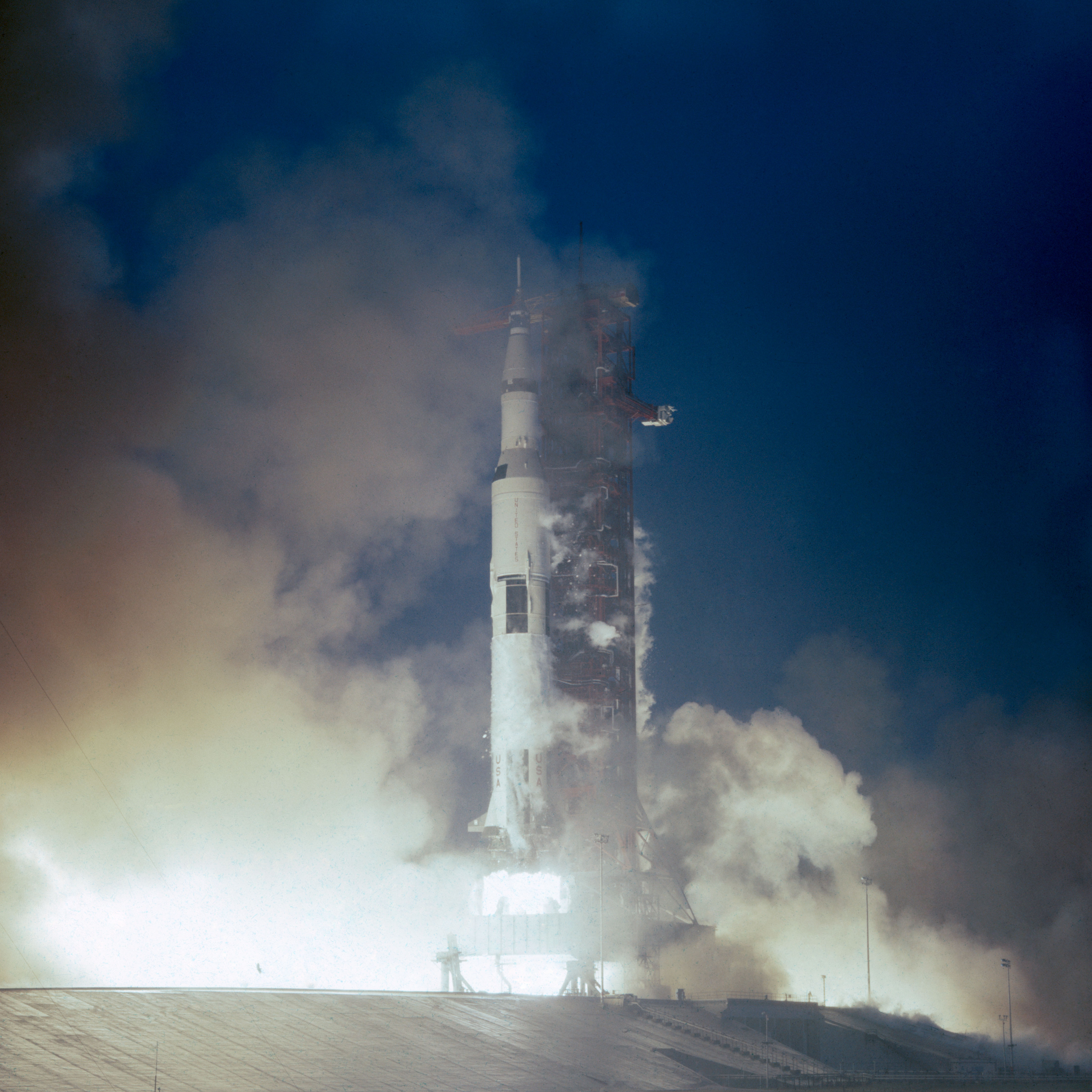
Decollo dell'Apollo 12 dal Kennedy Space Center, 14 novembre 1969

L'Apollo 12 decollò come previsto alle 11:22:00 del 14 novembre 1969 (16:22:00 UTC) dal Kennedy Space Center alla presenza del presidente degli Stati Uniti Richard Nixon e del vicepresidente Spiro Agnew. Nixon divenne così il primo presidente in carica ad assistere a un lancio spaziale con equipaggio. L'ora della partenza coincideva con l'inizio di una finestra di lancio, della durata di tre ore e quattro minuti, che avrebbe garantito di trovare condizioni di illuminazione ottimali nel sito di allunaggio pianificato. Al momento del decollo, il cielo era nuvoloso e pioveva, con venti che raggiungevano i 280,9 km/h, i più forti mai registrati in una missione del programma Apollo. Sebbene la NASA avesse una regola operativa che vietasse il lancio attraverso un cumulonembo, si decise di non rispettarla e di procedere con il conto alla rovescia. Posticipare la missione avrebbe impedito di raggiungere la sonda Surveyor nel sito di allunaggio primario; tuttavia, la NASA avrebbe potuto attendere il dicembre successivo per una nuova opportunità, non avendo più la pressione di realizzare il primo allunaggio entro l'anno in quanto tale obiettivo era stato raggiunto con l'Apollo 11.
Subito dopo la partenza, il razzo Saturno V fu colpito da due fulmini, precisamente a 36,5 e 52 secondi dal lancio, generati dalla ionizzazione causata dal veicolo che attraversava l'alta atmosfera. I fulmini provocarono un transitorio di tensione che disattivò le tre celle a combustibile del modulo di comando facendo passare l'alimentazione alle batterie di emergenza, le quali potevano sostenere i consumi minimi della navicella per circa un'ora oltre a non essere in grado di fornire i 75 ampere necessari per soddisfare le esigenze complessive della navetta in condizioni normali. I dati di telemetria ricevuti dal centro di controllo missione risultarono confusi, ma il razzo continuò correttamente a seguire la sua traiettoria, poiché i malfunzionamenti non ne compromettevano il sistema di guida che operava indipendentemente dal modulo di comando. Gli astronauti ricevettero un inaspettato messaggio di allarme, ma non riuscirono a individuare il problema.

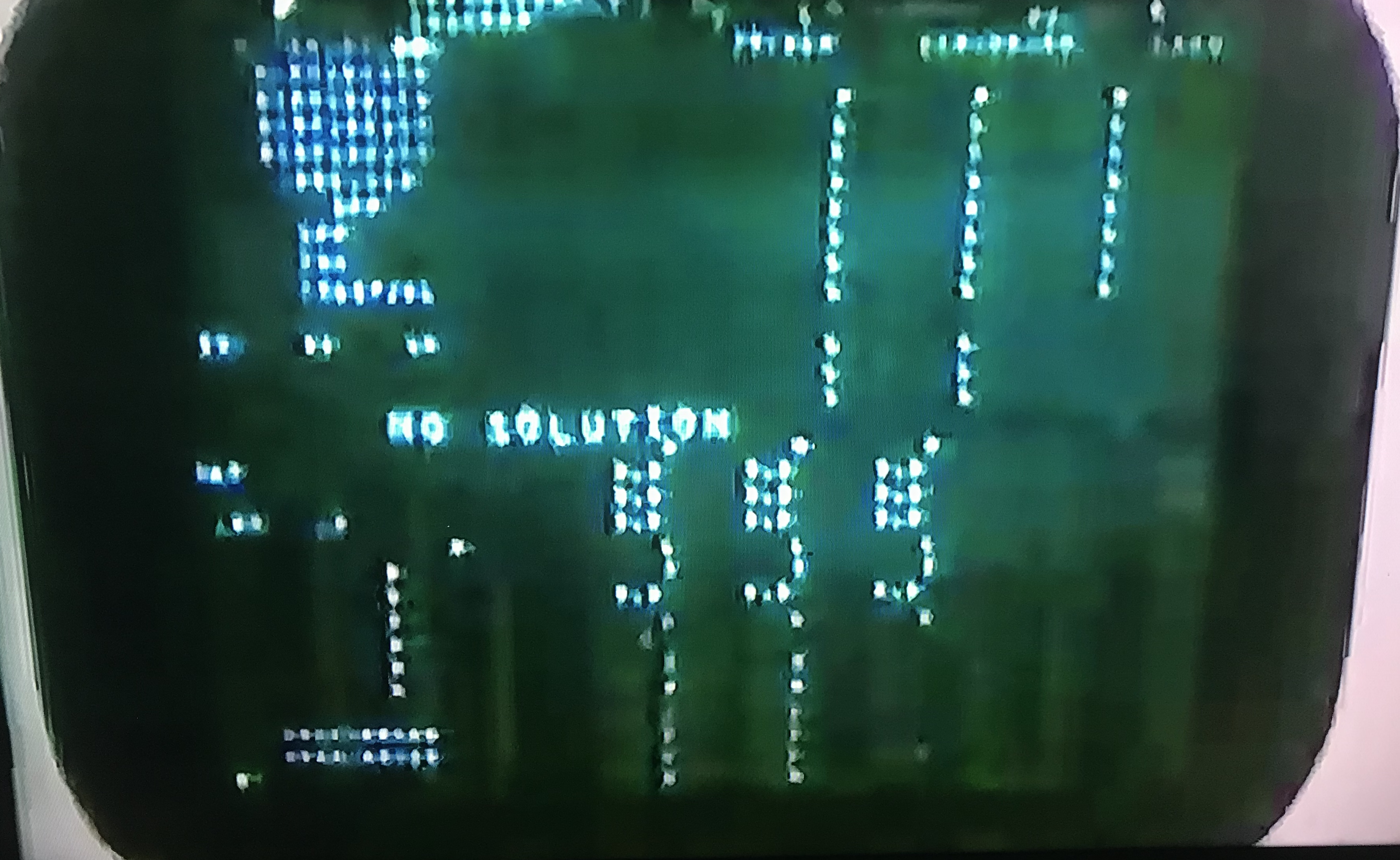
Schermata di un computer del centro di controllo missione a Houston che mostra i sistemi dell'Apollo 12 offline poco dopo essere stato colpito da due fulmini

Quasi ogni sistema iniziò a segnalare un guasto critico, cosicché il direttore della missione, Gary Griffin, dopo aver consultato gli esperti, prese in considerazione l'ipotesi di annullare la missione utilizzando il Launch Escape System, un sistema che avrebbe espulso la capsula, riportando gli astronauti velocemnete a Terra. John Aaron, controllore di volo responsabile dei sistemi elettrici (EECOM), ricordando un evento simile durante una simulazione, suggerì di "provare SCE su AUX" (Try SCE to Aux), cioè commutare l'interruttore SCE in posizione AUX, ovvero nella alimentazione ausiliaria. Il pilota Alan Bean, ricordando eseguì la richiesta ripristinando i sistemi e permettendo alla missione di continuare regolarmente. Dopo aver raggiunto l'orbita terrestre, l'equipaggio effettuò controlli approfonditi per verificare che i fulmini non avessero causato danni significativi prima di procedere con l'accensione del terzo stadio S-IVB per la manovra di inserzione translunare.
Gli esperti a terra temevano che i bulloni esplosivi che rilasciavano i paracadute del Modulo di Comando potessero essere stati danneggiati, ma decisero di non informare gli astronauti, poiché non vi era modo di rimediare a tale eventualità. Alla fine, i paracadute si aprirono e funzionarono correttamente.

### Viaggio verso la Luna

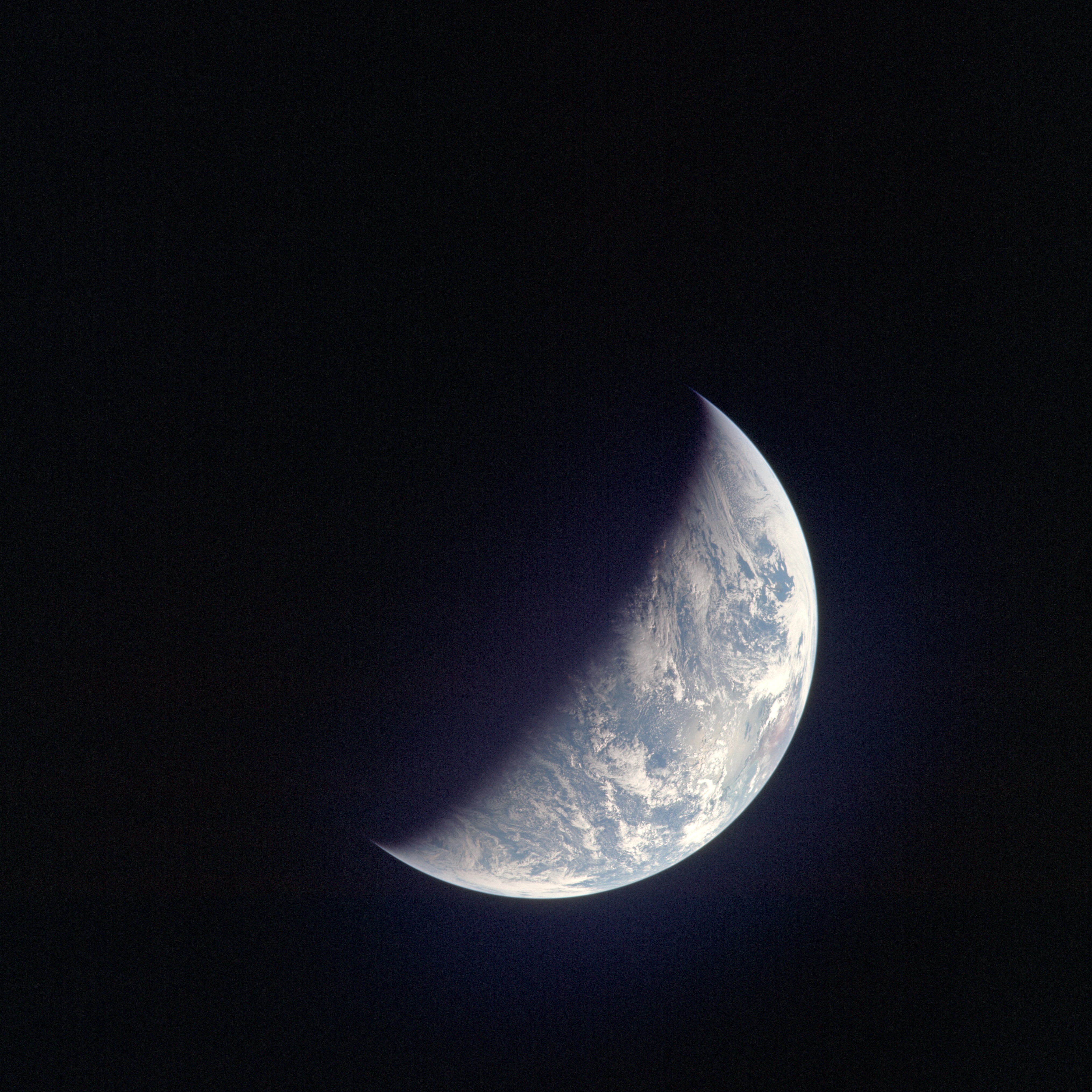
Fotografia della Terra scattata dall'equipaggio dell'Apollo 12 durante il viaggio verso la Luna

Terminati i controlli dei sistemi della navetta in orbita terrestre, effettuati con particolare attenzione a causa dell'evento da poco accaduto, a 02:47:22.80 dall'inizio della missione venne eseguita la manovra di inserzione translunare che mise l'Apollo 12 in rotta verso la Luna. Un'ora e venti minuti dopo, il CSM si separò dall'S-IVB (terzo stadio del razzo Saturn V), e Gordon eseguì la manovra di trasposizione, attracco ed estrazione, congiungendo il LM al CSM e separando il veicolo dall'S-IVB che venne successivamente inviato verso un'orbita solare. L'intera operazione fu eseguita utilizzando il sistema RCS della navetta, a differenza della missione Apollo 11, in cui era stato acceso il motore SPS (Service Propulsion System) del modulo di servizio per allontanare la navetta dall'S-IVB.
Poiché si temeva che il LM fosse stato danneggiato dai fulmini, Conrad e Bean vi entrarono già il primo giorno, prima del previsto, per verificarne lo stato senza però riscontrare problemi. Alle 30:52:44.36 fu eseguita l'unica correzione di rotta resasi necessaria durante il percorso verso la Luna, posizionando il veicolo su una traiettoria ibrida a ritorno non libero. Le missioni precedenti avevano utilizzato una traiettoria di ritorno libero, che permetteva un rientro automatico sulla Terra se il motore non fosse riuscito a immettere la navetta nell'orbita lunare. L'Apollo 12 fu la prima missione con equipaggio a utilizzare una traiettoria ibrida, che richiedeva un'ulteriore accensione del motore per il ritorno sulla Terra, ma che poteva essere eseguita anche dal sistema di propulsione del modulo di discesa (DPS) del LM in caso di malfunzionamento dell'SPS del modulo di servizio. Questa traiettoria ibrida offriva maggiore flessibilità nella pianificazione della missione, consentendo ad esempio di raggiungere il sito di allunaggio nei tempi previsti. Tuttavia, l'uso della traiettoria ibrida aggiungeva circa 8 ore tra la manovra di iniezione translunare e l'arrivo nell'orbita lunare.

### Orbita lunare e allunaggio

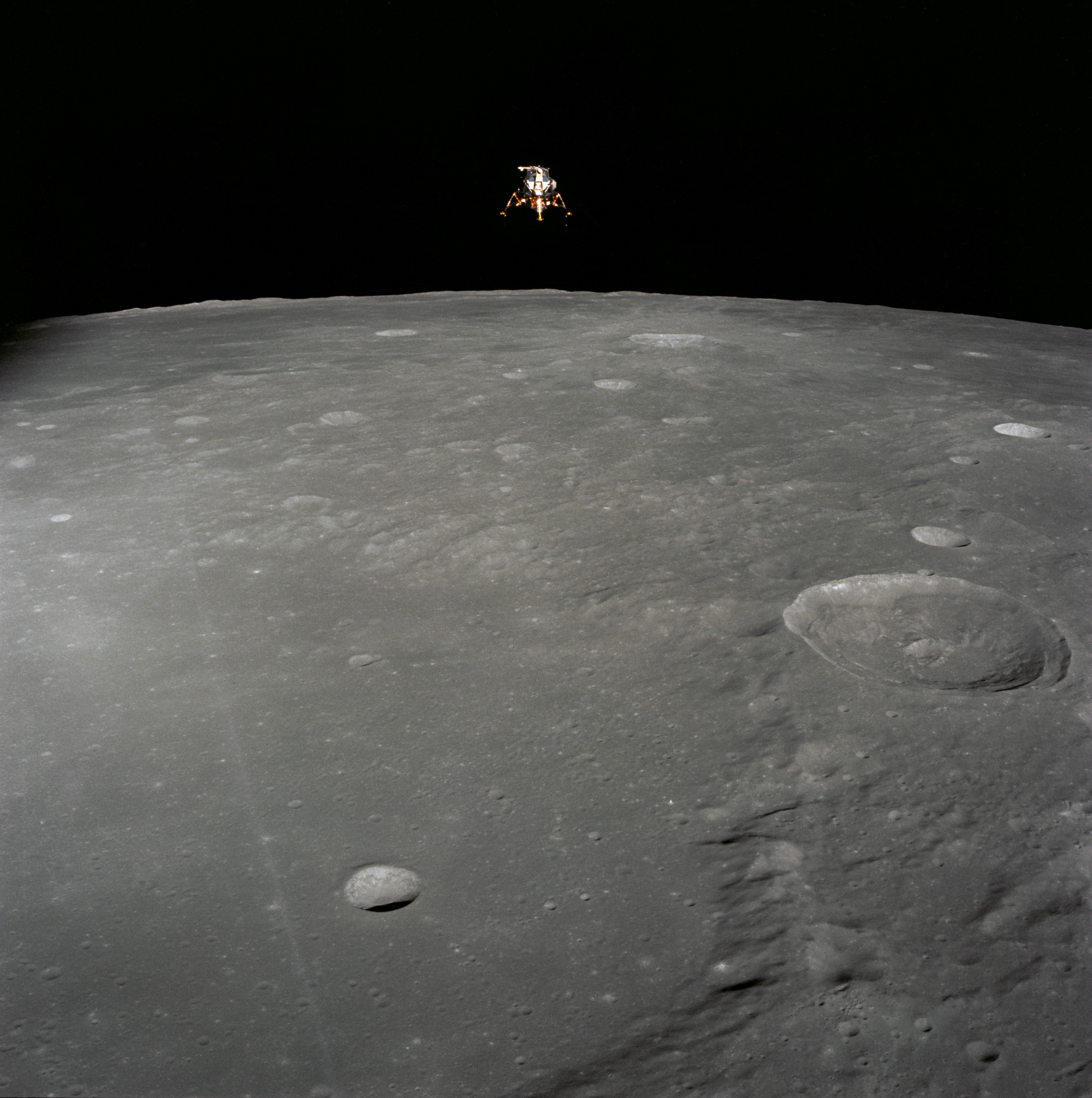
Il modulo lunare Intrepid sopra la Luna, fotografato da Gordon a bordo del modulo di comando Yankee Clipper.

L'Apollo 12 entrò in un'orbita lunare di 315,2 x 114,2 km grazie a un'accensione del motore SPS di 352,25 secondi, eseguita a 83:25:26,36 dall'inizio della missione. Durante la prima orbita lunare, gli astronauti effettuarono una trasmissione televisiva, inviando immagini di buona qualità della superficie lunare. Nella terza orbita, un'altra accensione del motore circolarizzò l'orbita della navicella, portandola a 122,4 x 101,1 km; subito dopo, iniziarono i preparativi per la discesa verso la Luna. Il CSM e il LM si separarono alle 107:54:02.3 e mezz'ora dopo il CSM eseguì una manovra per allontanarsi. Quest'accensione di 14,4 secondi di alcuni motori del sistema RCS del CSM assicurò una distanza di 4,1 km tra le due navette nel momento che il modulo lunare si apprestava ad accendere il suo motore per trasferirsi su un'orbita più bassa in previsione della manovra di allunaggio.
Il sistema di propulsione di discesa del LM fu acceso per 29 secondi a 109:23:39.9 dall'inizio della missione, spostando il modulo su un'orbita inferiore, da cui iniziò la discesa controllata di 717 secondi verso la superficie lunare a 110:20:38.1 dall'inizio della missione. Conrad, addestrato ad attendersi la visione di una formazione di crateri nota come "pupazzo di neve" durante il beccheggio, temeva di non riconoscere alcun riferimento. Tuttavia, rimase sorpreso di vederlo esattamente dove previsto, confermando così che fossero sulla rotta giusta. Conrad allora prese il controllo manuale per dirigere il LM verso un'area vicina al cratere Surveyor, soprannominata "Parcheggio di Pete". L'area si rivelò più accidentata del previsto, costringendo il comandante a manovrare la bavetta fino ad atterrare alle 06:54:36 UTC del 19 novembre 1969 (110:32:36.2 dall'inizio della missione) a soli 163 metri dalla sonda. Questo risultato soddisfò uno degli obiettivi della missione che era quello di eseguire un atterraggio di precisione vicino alla Surveyor.

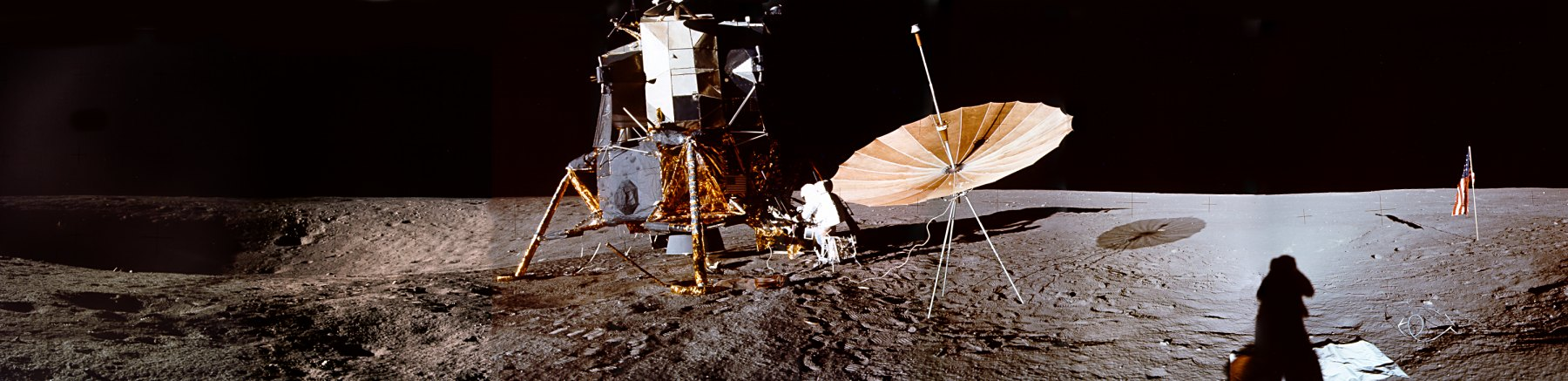
Il luogo dell'allunaggio dell'Apollo 12

Le coordinate lunari del luogo di allunaggio furono 3°00′44.6″N 23°25′17.65″E. L'atterraggio generò un potente getto di sabbia lunare che colpì la sonda Surveyor e in seguito si scoprì che ciò aveva in realtà rimosso più polvere di quanta ne avesse depositata, lasciando la sonda ricoperta da un sottile strato che le conferiva una tonalità marrone chiaro. Tuttavia, le aree esposte al getto apparivano nel bianco originale, grazie alla rimozione della polvere lunare accumulata.

### Attività sulla superficie lunare

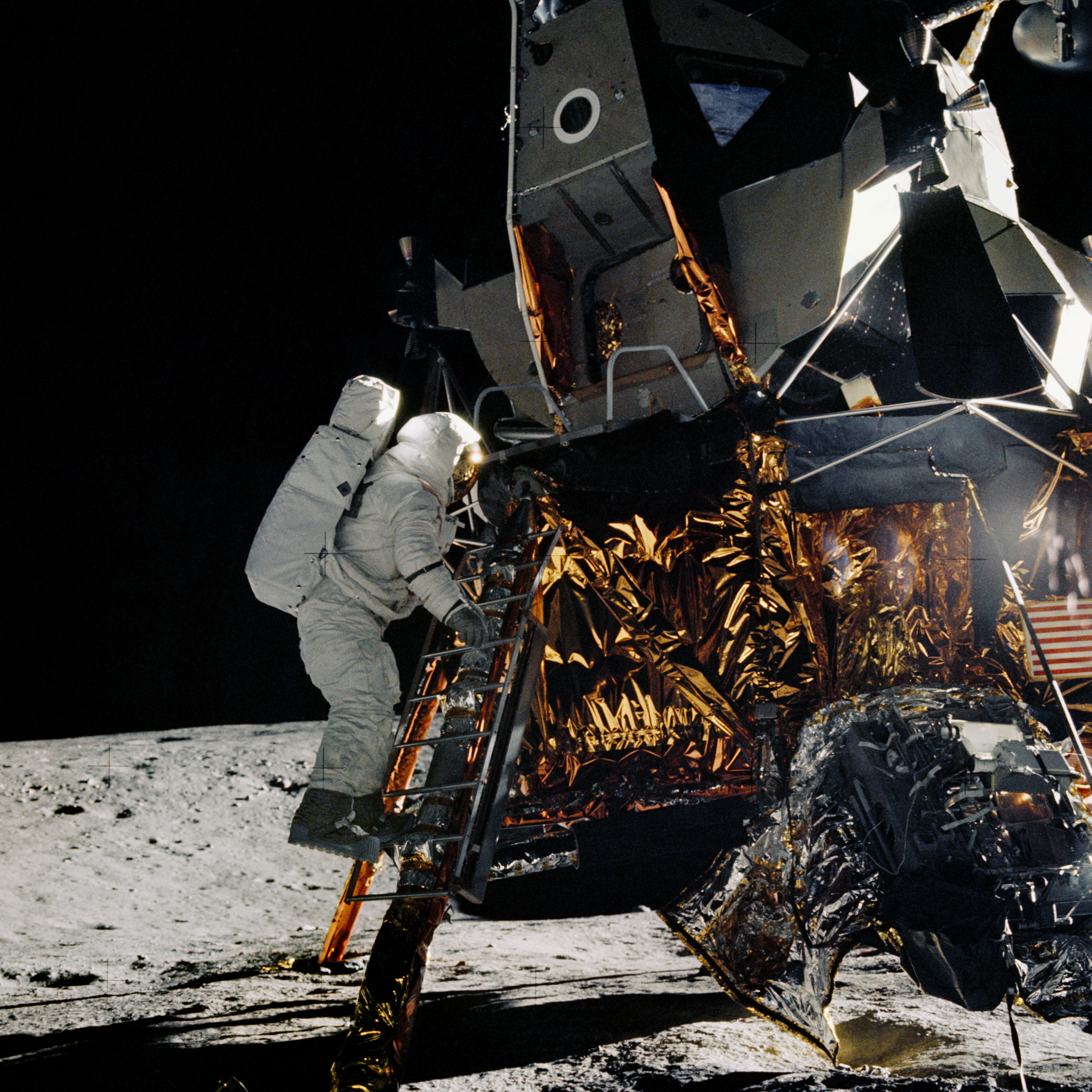
Bean si prepara a mettere piede sulla superficie lunare

Quando Conrad, il più basso tra gli astronauti dell'epoca, mise piede sulla superficie lunare, esclamò: «Whoopie! Quello sarà stato piccolo per Neil, ma è un gran passo per me». Questa frase non fu improvvisata: Conrad aveva scommesso 500 dollari con la giornalista e scrittrice Oriana Fallaci che avrebbe pronunciato tali parole, dopo che lei gli aveva chiesto se la NASA avesse istruito Neil Armstrong su cosa dire al momento del suo sbarco sulla Luna. In seguito, Conrad dichiarò in un'intervista di non aver mai ricevuto dalla Fallaci i soldi della scommessa vinta.
Per migliorare la qualità delle immagini televisive della Luna, l'Apollo 12 trasportava una telecamera a colori, a differenza di quella monocromatica dell'Apollo 11. Sfortunatamente, quando Bean la spostò nel luogo in cui doveva essere installata, vicino al modulo lunare, inavvertitamente la puntò verso la luce diretta del Sole, danneggiando il sensibile tubo Vidicon. Di conseguenza, la copertura televisiva dell'evento fu interrotta quasi subito.

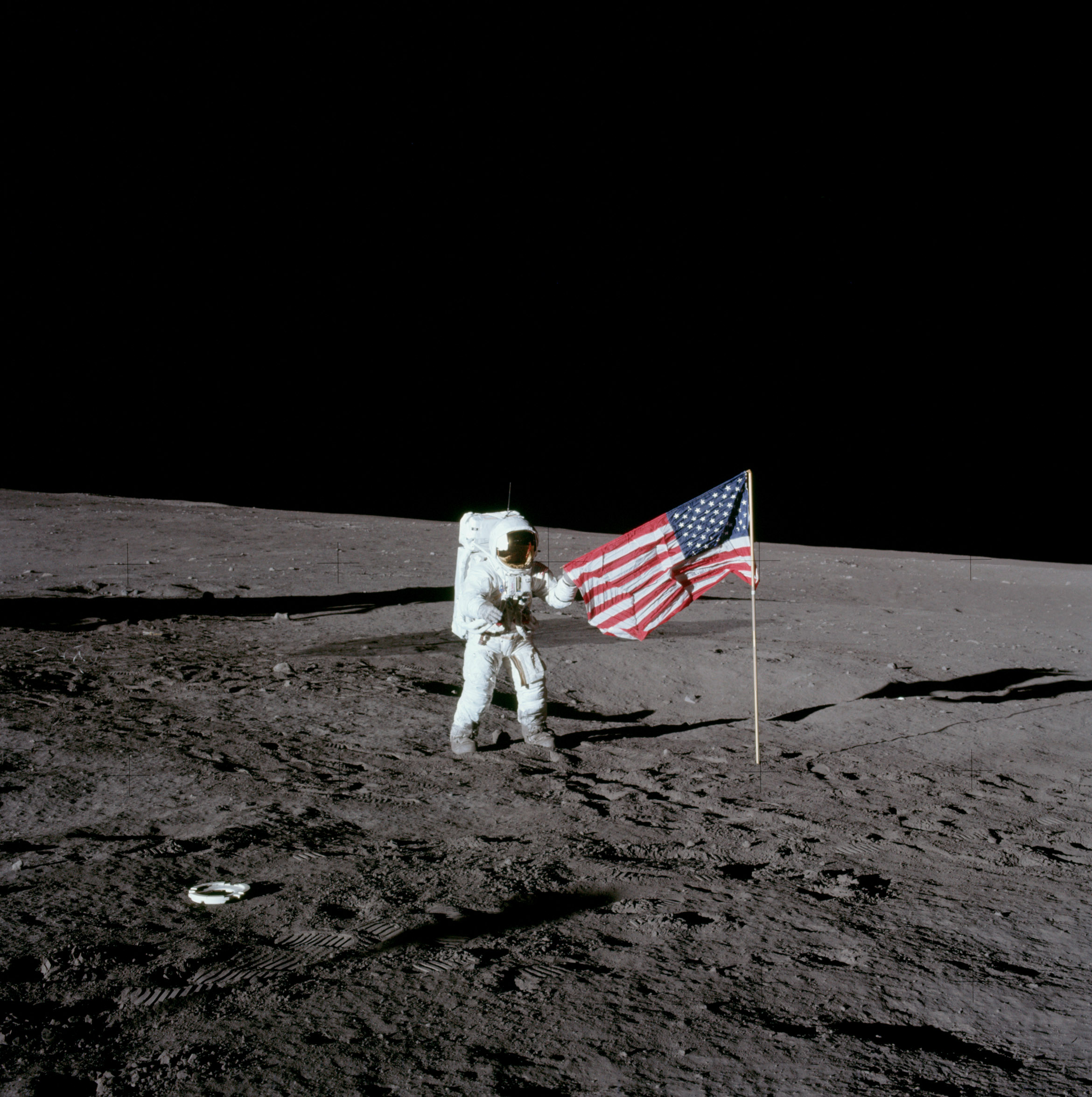
Conrad accanto alla bandiera statunitense appena dispiegata

Dopo aver issato la bandiera statunitense, Conrad e Bean dedicarono gran parte della prima attività extraveicolare (EVA) al dispiegamento dell'Apollo Lunar Surface Experiments Package (ALSEP), operazione per la quale incontrarono alcune difficoltà minori. Bean ebbe difficoltà a estrarre l'elemento combustibile al plutonio del generatore termoelettrico a radioisotopi (RTG) dal suo involucro protettivo costringendoli a utilizzare un martello per l'operazione. Alcuni esperimenti contenuti nell'ALSEP si rivelarono complicati da installare, ma gli astronauti vi riuscirono comunque. Oltre alla preparazione degli esperimenti, Conrad e Bean si dedicarono alla raccolta di campioni lunari. La prima EVA durò 3 ore, 56 minuti e 3 secondi.
Erano state pianificate quattro possibili passeggiate geologiche da scegliersi a seconda di dove il modulo lunare sarebbe atterrato. Poiché Conrad era riuscito a posizionarlo tra due di questi punti potenziali, durante la prima EVA e il successivo riposo, gli scienziati a Houston combinarono due itinerari in uno. Il percorso risultante formava approssimativamente un cerchio. Quando gli astronauti uscirono dal modulo lunare circa 13 ore dopo la fine della prima EVA, la prima sosta fu al cratere Head, a circa 91 metri dal modulo lunare. Lì, Bean notò che le impronte di Conrad mostravano materiale più chiaro al di sotto, suggerendo la presenza di materiale espulso dal cratere Copernico, situato 370 chilometri a nord. Questo era ciò che gli scienziati speravano di trovare quando avevano esaminato le fotografie dall'alto. Dopo la missione, i campioni prelevati permisero ai geologi di confermare la datazione dell'impatto che portò alla formazione di Copernico a circa 810000000 anni fa.

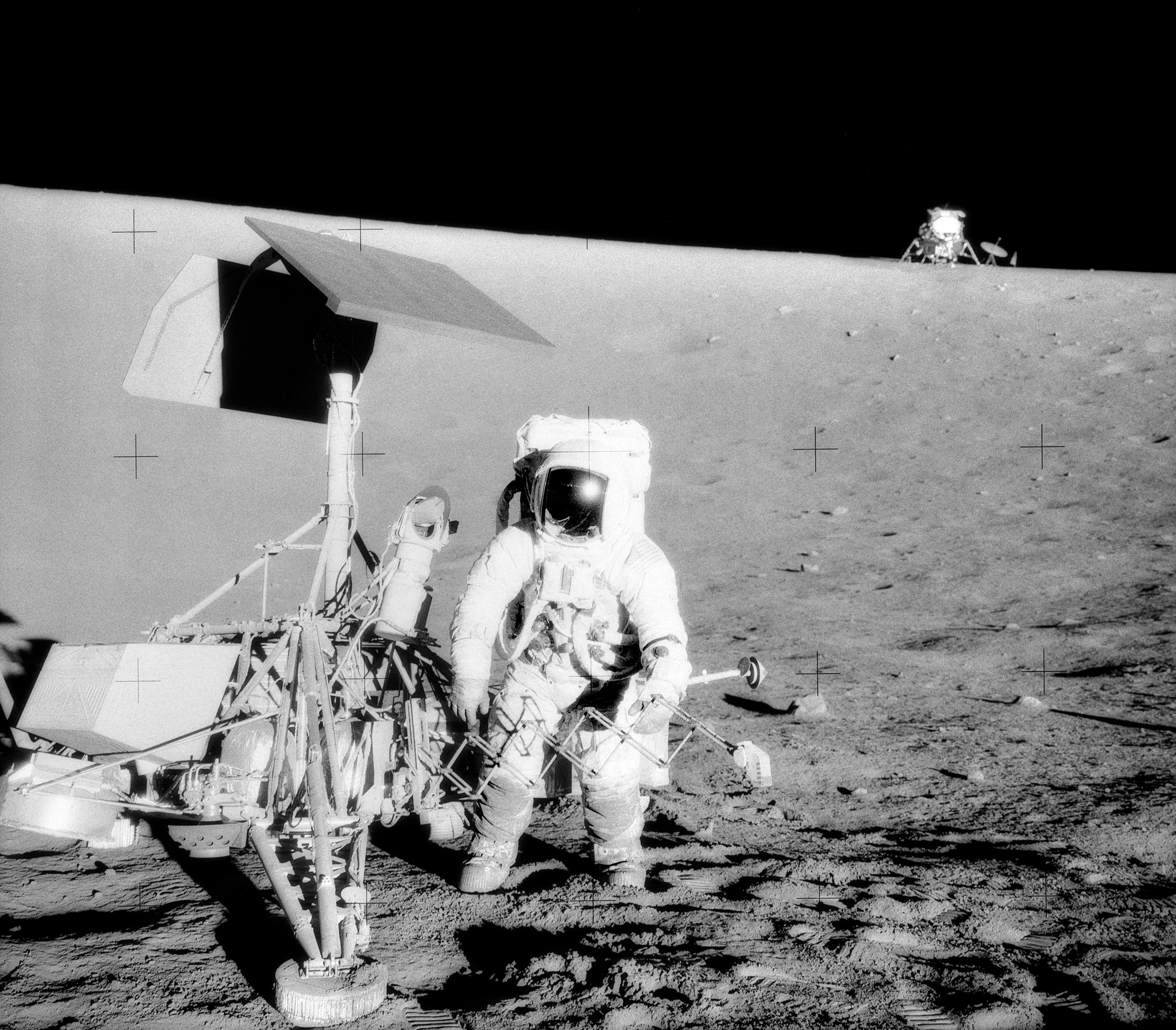
Conrad di fianco alla sonda Surveyor 3

Gli astronauti proseguirono verso il cratere Bench, il cratere Sharp e oltre il cratere Halo, prima di raggiungere il cratere Surveyor, dove era atterrata la sonda Surveyor 3. Temendo un appoggio insidioso o che la sonda potesse ribaltarsi su di loro, Conrad e Bean gli si avvicinarono con cautela, seguendone il contorno fino a raggiungerla. Una volta vicini, constatarono che la sonda era stabile e correttamente posizionata- Quindi, ne raccolsero diversi pezzi, inclusa la telecamera, oltre a prelevare rocce nei pressi già studiate grazie alle riprese video. Conrad e Bean avevano portato con sé, senza informare il Controllo Missione, un timer automatico per le loro fotocamere Hasselblad, sperando di scattarsi un autoritratto con la sonda. Tuttavia, al momento di usarlo, non riuscirono a trovarlo tra i campioni lunari già posizionati nella loro borsa degli attrezzi. Prima di tornare vicino al modulo lunare, i due fecero tappa al cratere Block, all'interno del cratere Surveyor. La seconda EVA durò 3 ore, 49 minuti e 15 secondi, durante cui percorsero 1300 metri. Durante le attività extraveicolari, gli due astronauti si erano spinti fino a 410 metri dal modulo lunare, raccogliendo 33,45 kg di campioni.

### Attività in orbita lunare

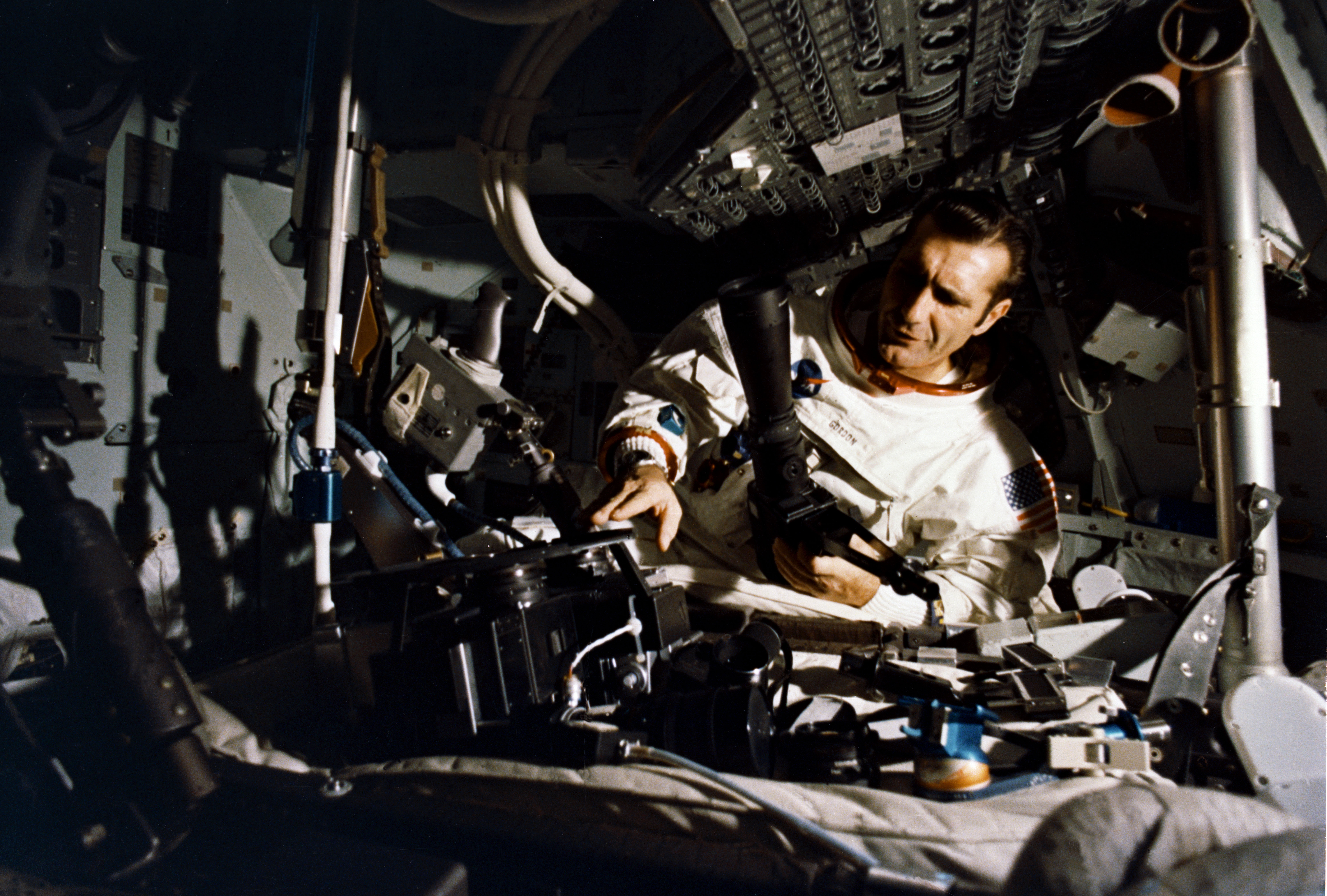
Gordon nel simulatore del modulo di comando

Dopo che il modulo lunare si era separato dal modulo di comando per iniziare la discesa verso la Luna, Gordon era rimasto solo a bordo del secondo in orbita lunare, con poche occasioni per comunicare, poiché il Controllo Missione era concentrato sull'allunaggio. Quando questo avvenne, Gordon inviò le sue congratulazioni ai compagni e, durante l'orbita successiva, riuscì a individuare sia il modulo lunare che la sonda Surveyor sulla superficie della Luna, comunicandone le posizioni a Houston. Durante la prima attività extraveicolare, Gordon si preparò per una manovra di cambio d'orbita, che consisteva nell'accendere il motore del modulo di comando e servizio (CSM) per compensare la rotazione della Luna. La preparazione di questa manovra fu complicata dalle difficoltà nel dialogare con il Controllo Missione di Houston, poiché Conrad e Bean, impegnati sulla Luna, utilizzavano lo stesso canale di comunicazione. Una volta che i due astronauti ebbero fatto rientro nel modulo lunare, Gordon eseguì l'accensione, assicurandosi di trovarsi nella posizione corretta per incontrare il LM quando avrebbe lasciato la superficie lunare.
Durante la sua orbita solitaria, Gordon condusse un esperimento di fotografia multispettrale lunare (Lunar Multispectral Photography Experiment), utilizzando quattro fotocamere Hasselblad disposte in un anello e puntate attraverso una delle finestre del modulo di comando. Ogni fotocamera era dotata di un filtro colorato diverso e ciascuna scattava foto simultaneamente, mostrando le caratteristiche lunari in diversi punti dello spettro elettromagnetico. L'analisi delle immagini avrebbe potuto rivelare colori non visibili a occhio nudo o rilevabili con una normale pellicola a colori, fornendo informazioni sulla composizione di siti che non erano previsti per visite a breve da parte degli astronauti. Tra i siti esaminati vi erano anche i potenziali luoghi di allunaggio per le future missioni del programma Apollo.

### Ritorno

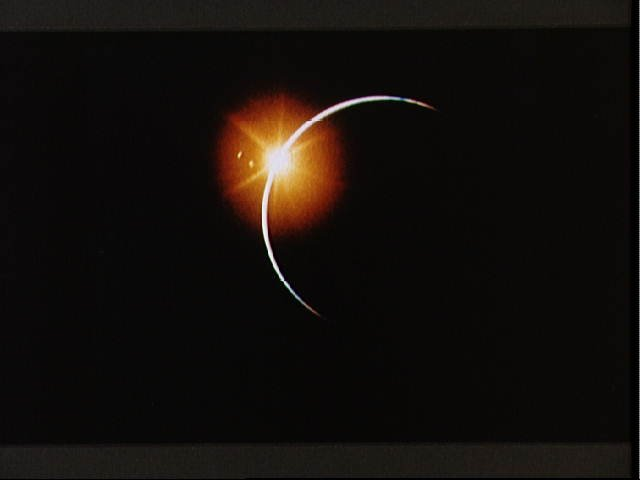
Eclissi solare osservata dall'Apollo 12

Il 20 novembre, alle 14:25:47 UTC (ora 143:03:47.7 della missione), lo stadio di risalita del modulo lunare Intrepid, con Conrad e Bean a bordo, decollò dalla superficie lunare seguendo la normale procedura e tre ore e mezza dopo si riunì con il modulo di comando e servizio in orbita intorno alla Luna dove si trovava Gordon. Una volta completato il trasferimento dei due astronauti sul modulo di comando, lo stadio di risalita fu abbandonato e fatto schiantare sulla Luna un'ora dopo. L'impatto avvenne alle coordinate lunari 3°56′24″N 21°12′00″E, a 72 km dal luogo dell'allunaggio: questo generò una lieve onda sismica della durata di oltre un'ora.
L'equipaggio dell'Apollo 12 rimase in orbita lunare per un ulteriore giorno, durante il quale furono scattate altre fotografie della superficie, inclusi i siti candidati per le future missioni. Una seconda manovra di cambio orbita fu effettuata alle 159:04:45.47, tramite un'accensione del motore della durata di 19,25 secondi.
Dopo 172 ore, 27 minuti e 16.81 secondi dall'inizio della missione, venne effettuata un'ulteriore accensione di 130,32 secondi per inserire la navetta nella traiettoria di ritorno verso la Terra. Durante il viaggio di ritorno, furono eseguite due ulteriori brevi accensioni per correggere la rotta. Gli astronauti realizzarono anche un'ultima trasmissione televisiva, durante la quale risposero alle domande dei giornalisti. Durante il viaggio di ritorno, l'equipaggio poté assistere e fotografare un'eclissi solare, quando la Terra si trovò tra la navicella spaziale e il Sole. Bean descrisse questo evento come il momento più spettacolare della missione. Dopo 3 giorni, il modulo di comando e servizio Clipper ammarò nell'Oceano Pacifico, nella zona delle Samoa Americane.

### Ammaraggio

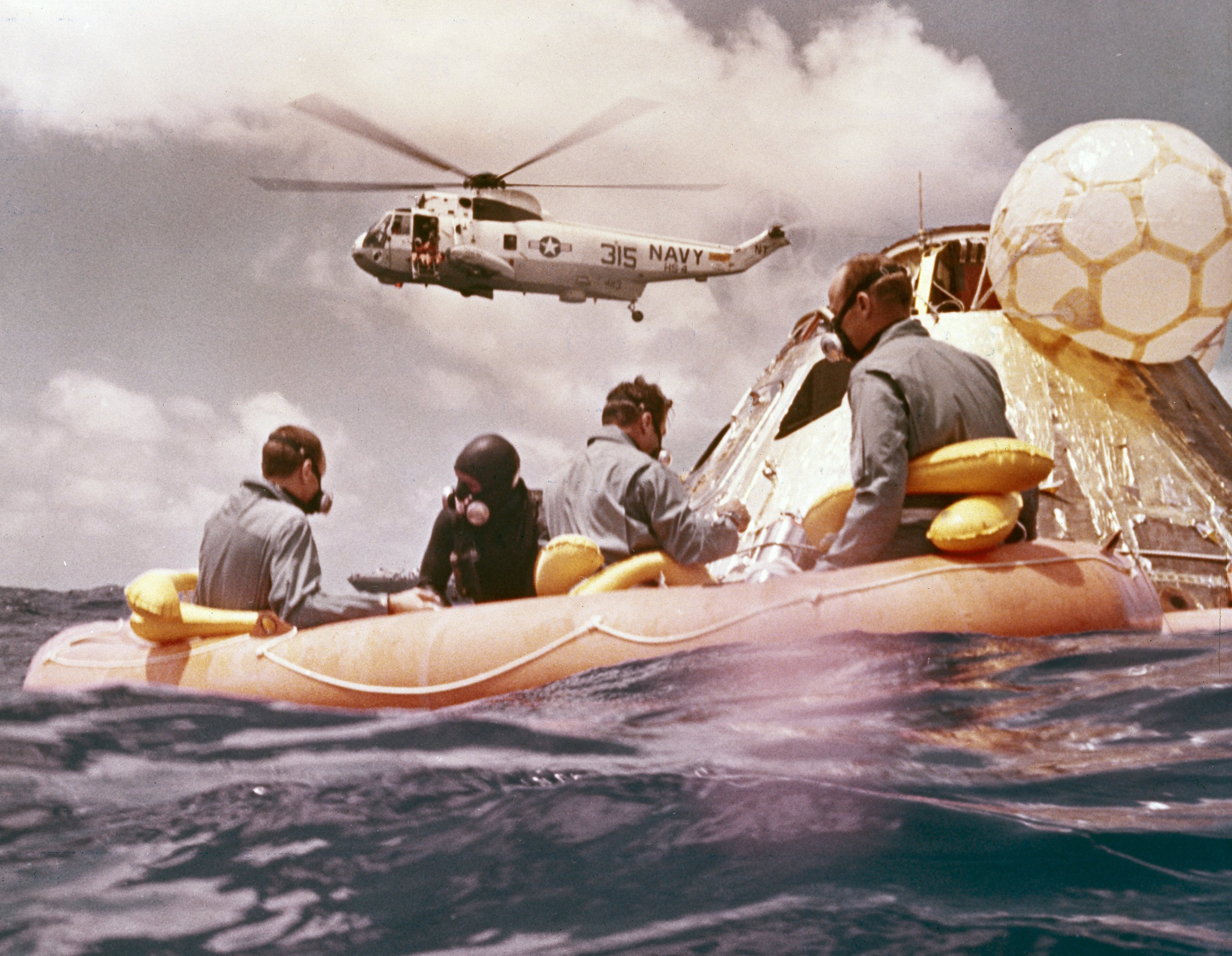
L'equipaggio dell'Apollo 12 poco dopo l'ammaraggio

L'equipaggio dell'Apollo 12 rientrò sulla Terra il 24 novembre 1969 alle 20:58 UT (15:58 ET), ammarando nell'Oceano Pacifico, a circa 800 km a est delle Samoa Americane. L'impatto con l'acqua fu particolarmente brusco, causando la caduta di una telecamera che colpì Alan Bean sulla fronte. Dopo il recupero, gli astronauti furono trasferiti sulla portaerei USS Hornet, dove entrarono nella Mobile Quarantine Facility (MQF) per rispettare il periodo di quarantena, volto a prevenire il rischio di contaminazione da eventuali patogeni lunari sconosciuti. Questa procedura, applicata anche alle missioni Apollo 11 e Apollo 14 (Apollo 13 non sbarcò sulla Luna), fu abbandonata a partire da Apollo 15 quando il rischio di contaminazione si rivelò infondato. I campioni lunari e i frammenti del Surveyor 3 furono inviati al Lunar Receiving Laboratory (LRL) di Houston per essere analizzati. Una volta che la USS Hornet attraccò alle Hawaii, l'MQF contenente gli astronauti fu scaricata e, il 29 novembre, trasportata per via aerea alla base aeronautica di Ellington, vicino a Houston. Successivamente, l'MQF fu trasferita al Lunar Receiving Laboratory, dove gli astronauti continuarono il loro periodo di quarantena fino al 10 dicembre.
Durante le analisi, fu rinvenuto un batterio, precisamente uno Streptococcus mitis, all'interno di una guarnizione del Surveyor 3 esaminata durante una passeggiata spaziale. Alcuni studiosi suggerirono che il batterio fosse sopravvissuto per oltre due anni nelle condizioni ambientali lunari, mentre altri attribuirono la sua presenza a una contaminazione avvenuta durante le analisi a terra.

## Carriera successiva degli astronauti e destino dei mezzi

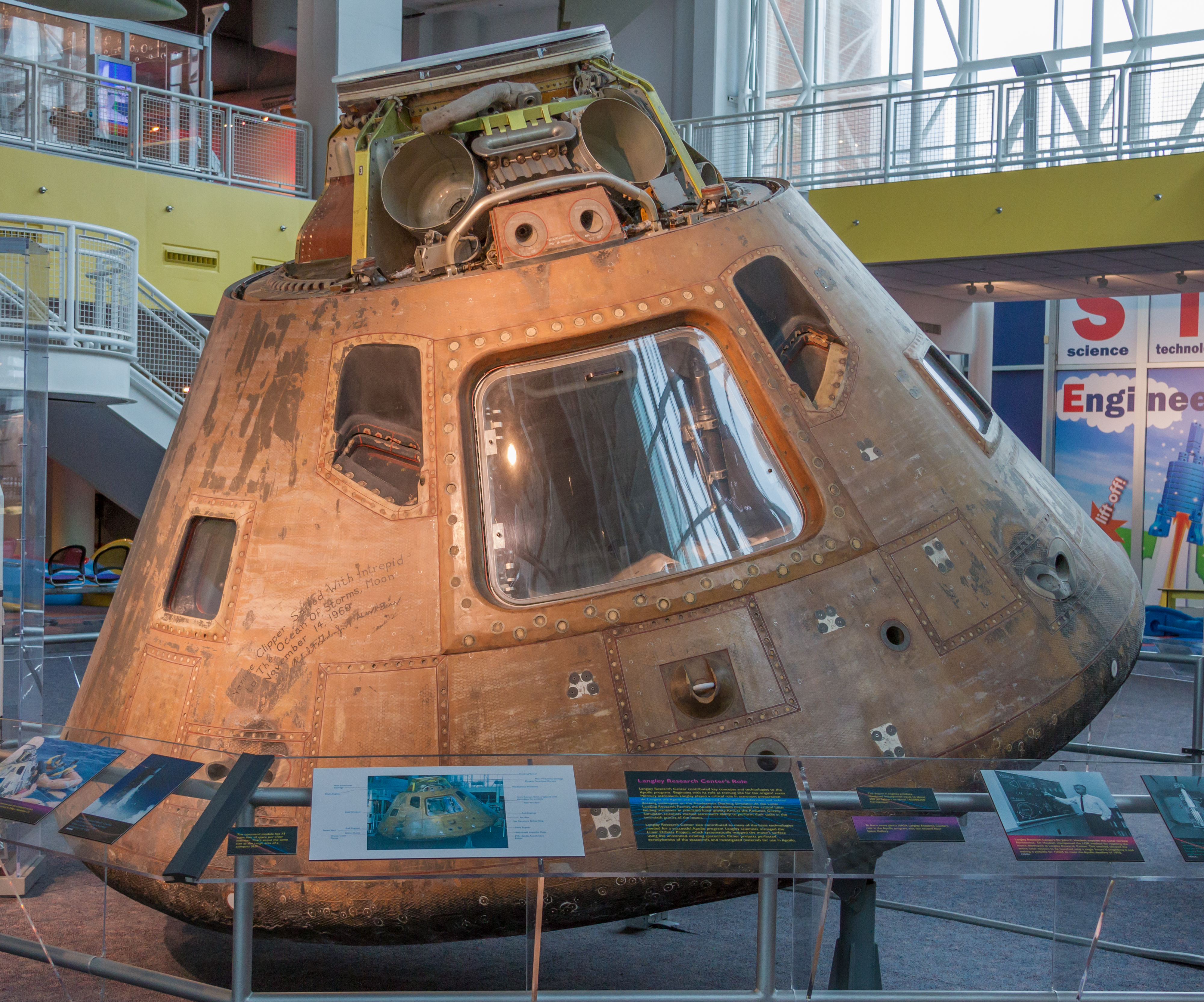
Il modulo di comando di Apollo 12 Yankee Clipper in mostra al Virginia Air and Space Science Center di Hampton.

Tempo dopo la missione, Conrad incoraggiò i suoi compagni di equipaggio a unirsi a lui nel programma Skylab, ritenendo che questa fosse la loro migliore opportunità per volare nuovamente nello spazio. Bean accolse il suggerimento. Conrad comandò Skylab 2, la prima missione con equipaggio verso la stazione spaziale, mentre Bean comandò la missione successiva, Skylab 3. Gordon, invece, nutriva ancora la speranza di camminare sulla Luna, perciò decise di rimanere nel programma Apollo, ricoprendo il ruolo di comandante di riserva per l'Apollo 15. Probabilmente sarebbe stato designato come comandante dell'Apollo 18, ma la missione fu cancellata e non ebbe più occasione di volare nello spazio.
Dopo la missione, il modulo di comando dell'Apollo 12, Yankee Clipper, venne esposto al Salone internazionale dell'aeronautica e dello spazio di Parigi-Le Bourget e successivamente collocato al Langley Research Center della NASA a Hampton, in Virginia. Nel luglio 1971, la proprietà del modulo passò alla Smithsonian e da allora è visibile al Virginia Air and Space Science Center di Hampton.
Poco dopo la separazione tra il modulo di comando e il modulo di servizio, il Controllo Missione accese da remoto i propulsori del secondo per farlo rimbalzare sull'atmosfera e inserirlo in un'orbita con alto apogeo. La manovra non sarebbe stata tracciata da terra, ma, se fosse avvenuta con successo, la navicella avrebbe potuto essere in seguito individuata in orbita con relativa facilità. Ciò tuttavia non avvenne e si deve concludere che il modulo di servizio sia bruciato precipitando sulla Terra mentre gli strumenti di osservazione erano impegnati a seguire il rientro del modulo di comando. Lo stadio S-IVB del razzo vettore rimane ancora in un'orbita solare, con occasionali influenze dal campo gravitazionale della Terra.
Lo stadio di ascesa del modulo lunare Intrepid impattò sulla Luna il 20 novembre 1969, alle 22:17:17.7 UT (17:17 EST), alle coordinate 3°56′24″S 21°12′00″W. Nel 2009 il Lunar Reconnaissance Orbiter (LRO) fotografò il sito di atterraggio dell'Apollo 12, mostrando che il modulo di discesa, l'ALSEP, il veicolo spaziale Surveyor 3 e le impronte degli astronauti erano ancora visibili. Nel 2011 l'LRO tornò sul sito di atterraggio a una quota inferiore per scattare fotografie a risoluzione più alta.